# عسجدي

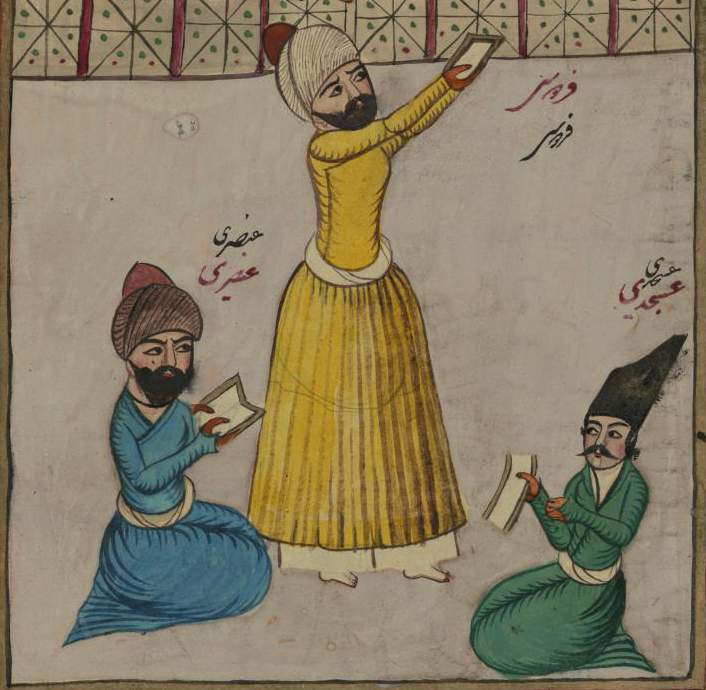
منمنمات من العصر القاجاري للشعراء الفردوسي والعنصوري والعسجدي

أبو نظر عبد العزيز بن منصور عسجدي شاعرٌ ملكيٌّ فارسي من القرن العاشر إلى الحادي عشر في الدولة الغزنوية التي تقع في مقاطعة غزنة في أفغانستان الحالية.
أصله من مرو، وفي بعض الروايات من هرات، من أتباع مدرسة الشعر المديحية للعنصوري في خراسان، رفق الفرخي السيستاني والفردوسي.

لم يكن ديوانه متاحًا بحلول القرن الخامس عشر (إن لم يكن قبل ذلك) وهو غير معروف مع أنَّه سُجَّل زهاء 200 من أبياته في مواضع أخرى. ترجم إدوارد جرانفيل براون رباعية عسجدي إلى الإنجليزية على النحو التالي:
أنا أتوب عن الشراب وأتحدث عن الشراب،
من الأصنام الجميلة ذات السحر مثل الفضة النقية:
توبة الشفاه وقلب الشهوة
اللهم اغفر لي توبتي هذه 
يوجد بيت شعر آخر، مقتبس من قصيدة "المشورة (قابوس نامه)" تُنسب إلى عسجدي، ترجمه براون أيضًا: "في الشباب أو الشيخوخة يكمن السؤال / هل يعيش الشباب ويموت الشيوخ؟"
توفي عسجدي بين عامي 1040 و1043م.

## العسجد
إن لفظ عسجد هو اسم جامع للمجوهرات والذهب، ومما قاله أبو نواس:
وهذا البيت الشعري مرسوم على جدار المتحف البريطاني، في القسم الإسلامي.